# حمام بیارجمند
حمام بیارجمند مربوط به دوره صفوی است و در شاهرود، روبروی مسجد جامع واقع شده و این اثر در تاریخ ۳۰ تیر ۱۳۸۴ با شمارهٔ ثبت ۱۲۲۷۱ به‌عنوان یکی از آثار ملی ایران به ثبت رسیده است.